# Bresse Louhannaise Intercom'
Bresse Louhannaise Intercom' est une communauté de communes française, située dans le département de Saône-et-Loire en région Bourgogne-Franche-Comté.

## Historique
La communauté de communes est créée le 1er janvier 2017 à la suite de la fusion des communautés de communes Cœur de Bresse et Cuiseaux Intercom.
Le 1er janvier 2018, Sainte-Croix-en-Bresse intègre l'intercommunalité à la suite de son retrait de la communauté de communes Terres de Bresse.

## Territoire communautaire

### Composition
La communauté de communes est composée des 30 communes suivantes :

| Nom                     | Code Insee | Gentilé         | Superficie (km2) | Population (dernière pop. légale) | Densité (hab./km2) |
| ----------------------- | ---------- | --------------- | ---------------- | --------------------------------- | ------------------ |
| Louhans (siège)         | 71263      | Louhannais      | 22,58            | 6 483 (2022)                      | 287                |
| Branges                 | 71056      | Brangeois       | 24,59            | 2 372 (2022)                      | 96                 |
| Bruailles               | 71064      | Bruaillois      | 22,36            | 973 (2022)                        | 44                 |
| Champagnat              | 71079      | Campagnais      | 13,18            | 464 (2022)                        | 35                 |
| La Chapelle-Naude       | 71092      | Chapellats      | 19,06            | 496 (2022)                        | 26                 |
| Condal                  | 71143      | Condalois       | 16,43            | 460 (2022)                        | 28                 |
| Cuiseaux                | 71157      | Cuiselliens     | 21,26            | 1 853 (2022)                      | 87                 |
| Dommartin-lès-Cuiseaux  | 71177      | Dommartinois    | 18,86            | 819 (2022)                        | 43                 |
| Le Fay                  | 71196      |                 | 20,88            | 621 (2022)                        | 30                 |
| Flacey-en-Bresse        | 71198      | Flacéens        | 13,72            | 412 (2022)                        | 30                 |
| Frontenaud              | 71209      | Frontenaliens   | 15,19            | 726 (2022)                        | 48                 |
| Joudes                  | 71243      | Joudois         | 11,16            | 359 (2022)                        | 32                 |
| Juif                    | 71246      |                 | 11,8             | 246 (2022)                        | 21                 |
| Le Miroir               | 71300      |                 | 18,48            | 593 (2022)                        | 32                 |
| Montagny-près-Louhans   | 71303      | Montagnons      | 9,51             | 496 (2022)                        | 52                 |
| Montcony                | 71311      | Conymontains    | 10,74            | 251 (2022)                        | 23                 |
| Montret                 | 71319      | Montretois      | 14,59            | 763 (2022)                        | 52                 |
| Ratte                   | 71367      |                 | 8,99             | 371 (2022)                        | 41                 |
| Sagy                    | 71379      | Sagyrois        | 34,21            | 1 250 (2022)                      | 37                 |
| Saint-André-en-Bresse   | 71386      |                 | 4,86             | 129 (2022)                        | 27                 |
| Saint-Étienne-en-Bresse | 71410      |                 | 19,41            | 806 (2022)                        | 42                 |
| Saint-Martin-du-Mont    | 71454      |                 | 5,26             | 175 (2022)                        | 33                 |
| Saint-Usuge             | 71484      | Saint-Eusèbiens | 31,84            | 1 221 (2022)                      | 38                 |
| Saint-Vincent-en-Bresse | 71489      |                 | 15,75            | 581 (2022)                        | 37                 |
| Sainte-Croix-en-Bresse  | 71401      |                 | 20,87            | 657 (2022)                        | 31                 |
| Simard                  | 71523      | Simardins       | 22,12            | 1 175 (2022)                      | 53                 |
| Sornay                  | 71528      | Sornaysiens     | 18,12            | 1 958 (2022)                      | 108                |
| Varennes-Saint-Sauveur  | 71558      | Varennois       | 30,16            | 1 116 (2022)                      | 37                 |
| Vérissey                | 71568      |                 | 8,27             | 55 (2022)                         | 6,7                |
| Vincelles               | 71580      |                 | 5,61             | 450 (2022)                        | 80                 |

## Administration

### Siège
Le siège de la communauté de communes est situé à Louhans.

### Les élus
La communauté de communes est gérée par un conseil communautaire composé de 48 conseillers représentant chacune des communes membres et élus pour une durée de six ans.
Ils sont répartis comme suit[réf. nécessaire] :
| Nombre de conseillers | Communes                                                    |
| --------------------- | ----------------------------------------------------------- |
| 10                    | Louhans                                                     |
| 3                     | Branges, Sornay                                             |
| 2                     | Cuiseaux, Sagy, Saint-Usuge, Simard, Varennes-Saint-Sauveur |
| 1 (+ 1 suppléant)     | les autres communes                                         |

### Présidence
Le conseil communautaire du 15 juillet 2020 a réélu Anthony Vadot, maire de Branges, comme président de la communauté de communes. Il est assisté au sein du bureau communautaire par neuf vice-présidents et un conseiller communautaire.
| Période | Période                       | Identité      | Étiquette | Qualité          |
| ------- | ----------------------------- | ------------- | --------- | ---------------- |
| 2017    | En cours (au 15 juillet 2020) | Anthony Vadot | LR        | Maire de Branges |

Les vice-présidents actuels entourant le président sont :
- Christine Buatois, Adjointe au maire de Louhans-Châteaurenaud, 1re vice-présidente chargée du développement économique et de la communication
- Françoise Jaillet, Adjointe au maire de Cuiseaux, 2e vice-présidente chargée des affaires scolaires et ressources humaines
- Jean-Marc Aberlenc, Maire de Simard, 3e vice-président chargé des affaires sociales et culturelles
- Didier Laurency, Maire de Saint-Usuge, 4e vice-président, chargée de l’aménagement du territoire, de la mobilité et de l’habitat
- Sabine Scheffer, Adjointe au Maire de Montret, 5e vice-présidente chargée de l'enfance, petite enfance et jeunesse
- Éric Bernard, Maire de Saint-Martin-du-Mont, 6e vice-président chargé des affaires sportives
- Patrick Lecuelle, Adjoint au Maire de Sornay, 7e vice-président chargé du patrimoine bâti, de la voirie et des réseaux
- Mickaël Chevrey, Maire de Vincelles, 8e vice-président chargé du patrimoine naturel et touristique, gestion des milieux aquatiques, prévention des inondations
- Gérald Roy, Adjoint au Maire de Louhans-Châteaurenaud, conseiller communautaire délégué aux équipements sportifs terrestres

### Régime fiscal et budget
Le régime fiscal de la communauté de communes est la fiscalité professionnelle unique (FPU).

### Sources
- Schéma départemental de coopération intercommunale - Préfecture de Saône-et-Loire